# Aphanistes basilicon
Aphanistes basilicon är en stekelart som först beskrevs av Davis 1898.  Aphanistes basilicon ingår i släktet Aphanistes och familjen brokparasitsteklar. Inga underarter finns listade i Catalogue of Life.